# Bernard Dijkhuizen
Bernard Dijkhuizen (Bandjermasin (Indonesië), 19 januari 1949) is een Nederlands ingenieur en topfunctionaris. Hij was tussen 2008 en 2014 voorzitter van de raad van bestuur van Ziggo, een Nederlandse kabelmaatschappij.
Dijkhuizen studeerde werktuigbouwkunde aan de TU Delft, waar hij afstudeerde bij de vakgroep Industriële Organisatie bij Jan in 't Veld. Na zijn studie trad hij in dienst bij Fokker, waar hij gedurende twintig jaar verschillende functies vervulde op het gebied van productie, techniek en commercie. Vanaf 1994 was hij lid van de raad van bestuur van Fokker en executive vicepresident marketing, sales en services. In 1997 werd hij algemeen directeur van Stork Fokker Services, een onderneming waarin gezonde delen van Fokker werden samengevoegd.
In 1998 verliet hij de luchtvaartindustrie en stapte over naar een onderdeel van Philips, Philips Projects. Hier hield hij zich bezig met grote infrastructuurprojecten, zoals het rekeningrijden in Singapore en de audio/video, verlichting en beveiliging van de Amsterdam ArenA. In 2000 maakte hij de overstap naar Libertel (later Vodafone), waar hij in 2001 en 2002 zitting had in de raad van bestuur.
Dijkhuizen trad in 2002 aan als algemeen directeur van Essent Kabelcom waar hij medeverantwoordelijk was voor de fusie in 2006 van @Home, Casema en Multikabel tot Zesko en later Ziggo.
Nevenfuncties van Dijkhuizen betreffen commissarisschap bij de Limburgse tv-zender L1, bestuurslid van NLKabel; lid van het algemeen bestuur van VNO-NCW en bestuurslid van de WENb (de WENb is de werkgeversvereniging voor de energie-, afval- & milieu- en kabel- & telecombedrijven).
In 2012 was hij met een jaarinkomen van 15,7 miljoen euro de topman met het hoogste inkomen in Nederland.